# Glénac
Glénac foi uma comuna francesa na região administrativa da Bretanha, no departamento Morbihan. Estendia-se por uma área de 13,64 km². Em 2010 a comuna tinha 881 habitantes (densidade: 64,6 hab./km²).
Em 1 de janeiro de 2017, passou a formar parte da comuna de La Gacilly.